# Birkesø
Birkesø är en sjö i Danmark.   Den ligger i Ålborg Kommune och Region Nordjylland, i den norra delen av landet, 200 km nordväst om Köpenhamn. Birkesø, som återskapades år 2017 efter att ha varit torrlagd i mer än 250 år, ligger 4 meter över havet. Den ligger vid sjön Toftesø.